# Bergsängs BK
Bergsängs BK, BBK, är en idrottsförening (fotboll) från Bergsäng i Hagfors kommun i Värmland, bildad 1931 och återstartad 1983. Föreningens främsta merit är tre säsonger i gamla division III.

## Första upplagan
Föreningen bildades i Bergsäng 1931. Klubbemblemet gick i guld och vitt.

### Storhetstid
Säsongen 1963 ledde länge Lesjöfors IF division IV Värmland östra men Bergsäng spurtade starkt på hösten och tog hem serien med god marginal. I kvalspelet till division III 1964 blev dock Örta IF för svåra, BBK föll med 0-1 i Sandviken och 1-3 hemma på Parkvallen. Bättre gick det 1964 då BBK ånyo vann fyran (lokalrivalerna Höökarna och Viking åkte samtidigt ur serien) och även kvalet gick vägen. Kvalspelet mot Torsby IF blev då synnerligen dramatiskt då BBK tappade tvåmålsledningar i såväl hemmamatchen (som slutade 2-2) och bortamatchen (som slutade 4-4). Utfallet innebar att skiljematch på neutral plan tillgreps. Matchen, som spelades i Sunne, vann Bergsäng med 3-1 och BBK uppflyttades därmed till division III. Efter slutsignalen norpade BBK:s vänsterytter matchbollen och den finns än idag att beskåda i Bergsängs klubbstuga.
Första säsongen i division III, sedan 2006 motsvarande division I, placerades Bergsäng i Västra Svealandsserien mot välmeriterade föreningar som IFK Sunne, IFK Arvika och Karlslund. Laget klarade sig väl och slutade på sjunde plats, vilket följdes av en åttonde plats 1966. Desto dystrare blev säsongen 1967. BBK vann bara två matcher, spelade två oavgjorda och förlorade 18 matcher. Tillsammans med Gullspång blev man tidigt avhängda och nedflyttades efter säsongen till division IV.
Säsongen i division IV 1967 blev den sista för föreningen då man sedan sammanslogs med Höökarna i Ekshärads BK.

## Andra upplagan
År 1983 återbildades föreningen på initiativ och några entusiastiska grabbar i Bergsäng. Efter en sistaplats i division VI 1984 har klubben spelat i division V, VI och VII. Som bäst har den återbildade föreningen spelat i sjätte högsta divisionen (div. VI 1984-1986, div. V 1991-1992).  Säsongen 2023 återfinns laget i division VI (åttondedivisionen).